# Catharinea rosulata
Catharinea rosulata là một loài Rêu trong họ Polytrichaceae. Loài này được (Müll. Hal. & Kindb.) Kindb. mô tả khoa học đầu tiên năm 1894.